# Терпиловский, Борис Робертович
Борис Робертович Терпиловский (25 февраля 1892 года — 17 марта 1964 года) — генерал-лейтенант Советской Армии (1944), участник Гражданской и Великой Отечественной войн, Краснознамёнец (1924).

## Биография
Борис Терпиловский родился в 1892 году в Костроме.
В 1909 году окончил 3-й кадетский корпус в Москве и поступил в Александровское военное училище. После окончания училища в 1911 году произведён в подпоручики и направлен командиром взвода в 138-й пехотный полк, затем прикомандирован к 35-й артиллерийской бригаде. С началом Первой мировой войны 25 июля 1914 года выступил с бригадой против австро-германских войск. Участвовал на различных офицерских должностях в боях на Западном и Северо-Западном фронтах, за боевые отличия был награждён пятью орденами Российской Империи, войну закончил в марте 1918 года в звании штабс-капитан.
В 1918 году добровольцем вступил в Рабоче-крестьянскую Красную Армию. Участвовал в боях Гражданской войны. Был начальником штаба 27-й стрелковой дивизии, затем командиром и военным комиссаром 105-й стрелковой бригады 35-й стрелковой дивизии. Особо отличился в боях с войсками барона Унгерна.
Приказом Революционного Военного Совета Республики № 82 в 1924 году награждён орденом Красного Знамени РСФСР.
После окончания Гражданской войны продолжил службу в Красной Армии. В 1924 году окончил Военную академию имени М. В. Фрунзе, после чего служил начальником штаба стрелкового корпуса, преподавателем тактики Военно-политической академии имени В. И. Ленина. В апреле 1931 года возглавил Ленинградскую Краснознамённую военно-инженерную школу, руководил ей до 1936 года. 4 июня 1940 года присвоено воинское звание генерал-майора.
Начало Великой Отечественной войны Терпиловский встретил в должности начальника Лепельского артиллерийско-миномётного училища. Во время боёв в Белорусской ССР в 1941 году был назначен начальником Лепельского гарнизона и руководил боевыми действиями во время отступления Красной Армии на восток.
26 июня 1941 года Терпиловский получил приказ из штаба округа на прикрытие силами училища лепельского направления. Одновременно он организовывал вывозку огнеприпасов из складов, расположенных на территории гарнизона (всего было вывезено около 500 вагонов со снарядами). К 1 июля 1941 года противник вышел в тыл (в район Орши) и перерезал ж.-д. магистраль. В этих условиях Терпиловский получил приказ вывести училище из боя и сосредоточиться в районе Невеля для дальнейшего следования на Можайск. Однако из-за создавшейся тяжёлой обстановки оно было подчинено 62-му стрелковому корпусу и начало отход к реке Западная Двина. Дойдя до реки, училище в течение двух суток вело упорные оборонительные бои и лишь по приказу в ночь с 8 на 9 июля начало отход за шоссе Сиротино (в районе Витебска). К этому времени училище уже находилось в окружении. Выходили группами. 2 августа во главе своей группы вышел в расположение кавалерийской дивизии 29-й армии генерала И. И. Масленникова в районе деревни Козлы Калининской области в форме и с документами. По выходе направлен в распоряжение Главного управления начальника артиллерии Красной армии, а оттуда — в город Барнаул, куда было переведено училище. По приезде был арестован и предан суду военного трибунала. В декабре 1941 года военным трибуналом СибВО Терпиловский был осуждён по ст. 193, п. «б» УК РСФСР к расстрелу «за самовольное оставление оборонительного рубежа у города Лепель и на реке Западная Двина». Военная коллегия Верховного суда СССР отклонила кассационную жалобу Терпиловского. 6 апреля 1942 года Президиум Верховного Совета СССР удовлетворил ходатайство о помиловании и заменил ему высшую меру на 10 лет ИТЛ с отсрочкой исполнения приговора и отправкой на фронт. По освобождении из тюрьмы с 10 апреля 1942 года находился в резерве ГУК, затем в июне был назначен начальником курса автоматчиков и снайперов курса «Выстрел» в городе Сталиногорск. В конце ноября 1942 года откомандирован в распоряжение Военного совета Брянского фронта, в декабре назначен заместителем командира 287-й стрелковой дивизии. С января 1943 года и. д. заместителя начальника штаба 3-й армии этого же фронта. Постановлением Военного совета Брянского фронта от 22.2.1943 судимость с него была снята.
В марте 1943 года после гибели командира 5-й стрелковой дивизии полковника Павла Иванова принял руководство на себя. После освобождения от командования в мае 1943 года Терпиловский занимал должности начальника оперативного отдела 63-й армии, заместителя начальника штаба 3-й армии. Участвовал в боях за освобождение Орловской области, после освобождения Мценска командовал городским гарнизоном.
С 1944 года заместитель начальника тыла 1-го Белорусского фронта. 13 сентября 1944 года присвоено воинское звание генерал-лейтенант. В этой должности он участвовал в освобождении Польши и боях на территории Германии.
После войны генерал-лейтенант Терпиловский продолжал служить в той же должности в ГСОВГ. С января 1946 года и. д. начальника тыла 2-й ударной армии, с марта заместитель командующего войсками АрхВО по материальному обеспечению. С января 1947 года и. д. заместителя начальника Краснознамённой Военно-воздушной академии ВС СССР по тылу. С августа 1948 по январь 1949 года состоял в распоряжении главкома ВВС, затем назначен начальником тыла Киевского района ПВО. 8 августа 1953 года уволен в отставку.
После выхода в отставку Борис Робертович Терпиловский жил в Киеве. Умер в 1964 году, похоронен на Лукьяновском военном кладбище Киева.
Награждён орденом Ленина (21.02.1945), тремя орденами Красного Знамени (31.03.1924, 03.11.1944, 1949 -), орденами Богдана Хмельницкого 1-й степени (31.05.1945), Кутузова 2-й степени (06.04.1945), Отечественной войны 1-й степени (12.08.1943) и Красной Звезды (11.10.1943), рядом медалей, а также иностранными наградами.